# Hyperaxis
Hyperaxis là một chi bọ cánh cứng trong họ Chrysomelidae.
Chi này được miêu tả khoa học năm 1874 bởi Gemminger & Harold.

## Các loài
Các loài trong chi này gồm:
- Hyperaxis brancuccii Medvedev, 1993
- Hyperaxis maculatus Kimoto & Gressitt, 1982
- Hyperaxis tanongchiti Kimoto & Gressitt, 1982